# Corpus separatum (Jérusalem)
Pour les articles homonymes, voir Corpus separatum.

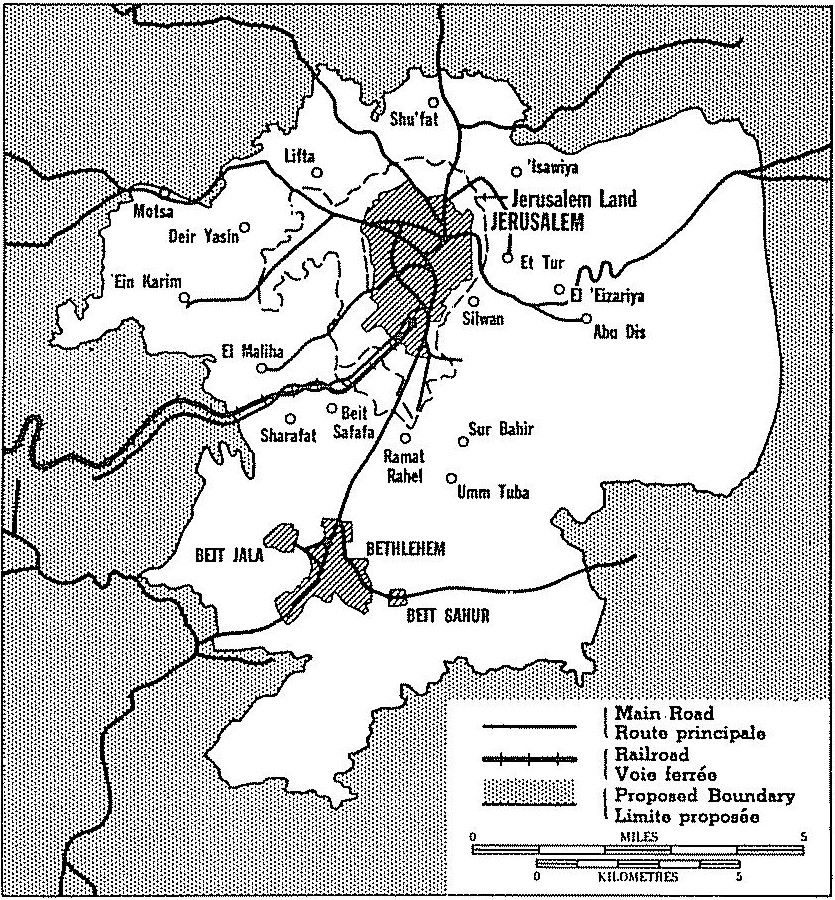
Carte du corpus separatum.

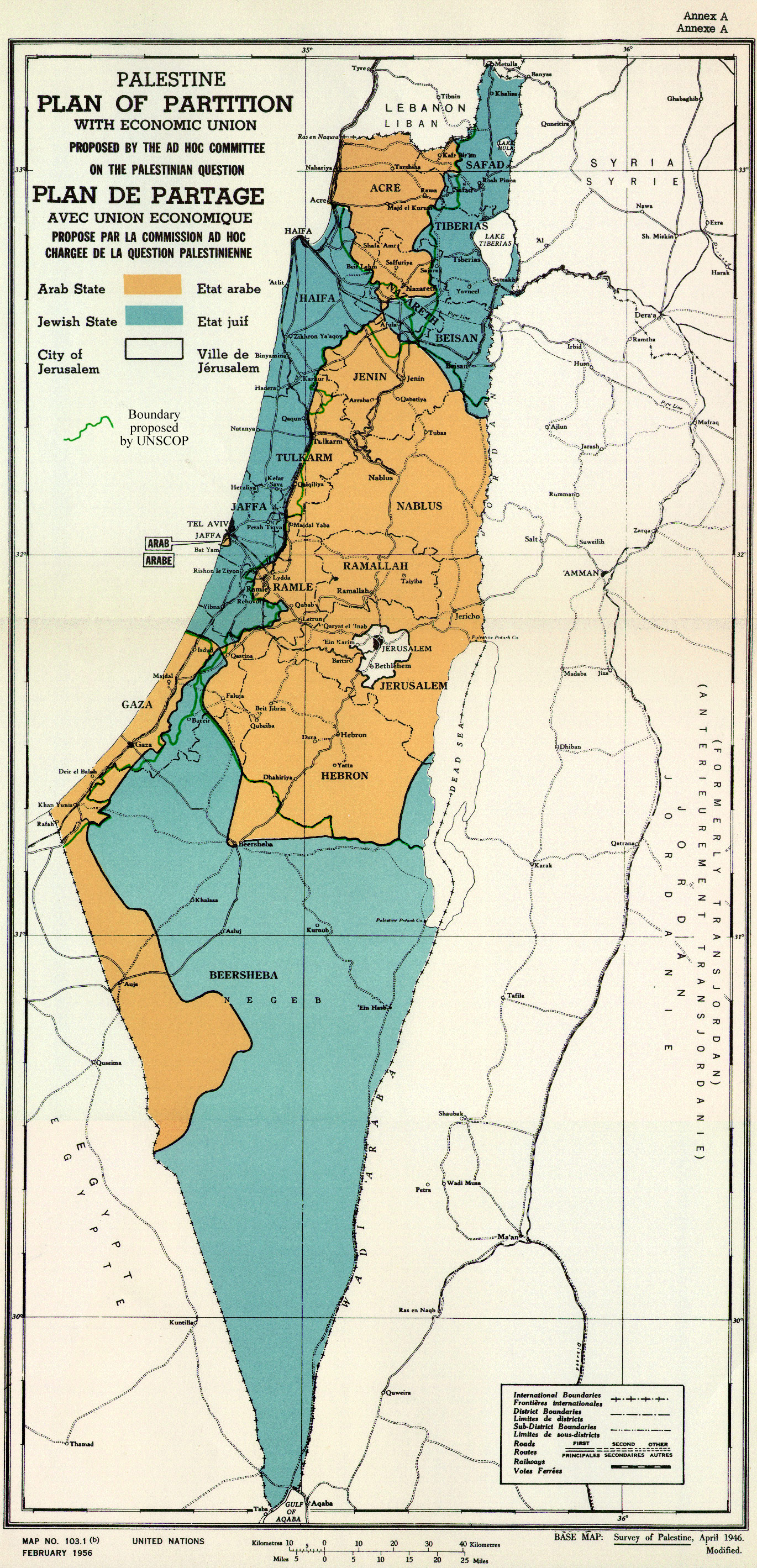
Plan de partage de la Palestine proposé par l'ONU en 1947. Le corpus separatum, comprenant Jérusalem et ses alentours, est signalé en blanc.

La formule latine corpus separatum (en français : « corps séparé ») désigne la proposition d'internationalisation de Jérusalem et de ses environs dans le cadre du plan de partage de la Palestine mandataire, élaboré par l'ONU en 1947 et adopté à une majorité des deux tiers par l'Assemblée générale en novembre 1947. 
Selon ce plan, Jérusalem et ses environs, dont Bethléem, devaient être, en raison de leur importance religieuse pour les trois monothéismes, placés sous un régime international leur conférant un statut spécial. Cette idée soutenue notamment par le Saint-Siège trouve son origine dans la protection des lieux saints chrétiens de Terre Sainte à l'époque de l'Empire ottoman.
Le plan de partage n'est pas mis en œuvre lorsque les Britanniques quittent la Palestine (15 mai 1948) : rejeté dès le début par les dirigeants palestiniens et arabes, il est rendu sans objet par la guerre israélo-arabe de 1948-1949, à l'issue de laquelle Jérusalem se trouve divisée entre une zone d'occupation jordanienne et une zone israélienne. Les tentatives pour l'appliquer se sont cependant poursuivies jusque dans les années 1950 puis ont été abandonnées.
En 1949, la question du corpus separatum est l'un des principaux thèmes de la conférence de Lausanne.
Le statut du corpus separatum continue d'avoir une valeur juridique pour certains consulats de Jérusalem, tel le consulat général de France qui ne dépend pas de l'ambassade de Tel-Aviv et dont la circonscription s'étend sur le corpus separatum et les territoires palestiniens.

## Définition
Le plan de partage de la Palestine voté par les Nations unies définit de la manière suivante le  corpus separatum :

« La Ville de Jérusalem sera constituée en corpus separatum sous un régime international spécial et sera administrée par les Nations unies. Le Conseil de tutelle sera désigné pour assurer, au nom de l'Organisation des Nations unies, les fonctions d'autorité chargée de l'administration.
La Ville de Jérusalem comprendra la municipalité actuelle de Jérusalem plus les villages et centres environnants, dont le plus oriental sera Abu Dis, le plus méridional Bethléem, le plus occidental Ein Karim (y compris l'agglomération de Motsa) et la plus septentrionale Shu'fat. »